# دانييلي فيدال
دانييلي فيدال (بالفرنسية: Danièle Vidal)‏ هي مغنية فرنسية، ولدت في 27 يونيو 1952 في المغرب.